# The Santa Fe Trail (film 1923)
The Santa Fe Trail è un serial del 1923 diretto da Ashton Dearholt e Robert Dillon in quindici episodi di due rulli ciascuno. Prodotto e distribuito dalla Arrow Film Corporation, aveva come interpreti Jack Perrin e Neva Gerber.

## Produzione
Il serial fu prodotto dalla Arrow Film Corporation.

## Distribuzione
Distribuito dalla Arrow Film Corporation, il primo episodio del serial, Mystery of the Trail, uscì nelle sale il 15 luglio 1923.

### Episodi
1. Mystery of the Trail (15 luglio 1923)
2. Kit Carson's Daring Raid (22 luglio 1923)
3. Wagon of Doom (29 luglio 1923)
4. The Half-Breed's Treachery  (5 agosto 1923)
5. The Gauntlet of Death  (12 agosto 1923)
6. Ride for Life  (19 agosto 1923)
7. Chasm of Fate  (23 agosto 1923)
8. Pueblo of Death  (26 agosto 1923)
9. The Red Menace  (2 settembre 1923)
10. A Duel of Wits  (9 settembre 1923)
11. Buried Alive  (16 settembre 1923)
12. Cavern of Doom  (30 settembre 1923)
13. Scorching Sands  (7 ottobre 1923)
14. Mission Bells (14 ottobre 1923)
15. End of the Trail (21 ottobre 1923)

Non si conoscono copie ancora esistenti della pellicola che viene considerata presumibilmente perduta.